# Aboim das Choças
Aboim das Choças ist eine Gemeinde (Freguesia) im nordportugiesischen Kreis Arcos de Valdevez. In ihr leben 295 Einwohner (Stand 19. April 2021).

## Persönlichkeiten
- Gonçalo Esteves (* 2004), Fußballspieler